# Nyctemera malaccana
Nyctemera malaccana là một loài bướm đêm thuộc phân họ Arctiinae, họ Erebidae.